# Илиян Кузманов
Илиян Кузманов е български журналист, писател, общественик и активист. Автор е на книгите „Ако срещнеш Буда, убий го!” (2021) и „Дяволът! Аз го познавам” (2022)., както продуцент и сценарист на филма „Пилигрим в Тайланд“.

## Биография
Кузманов учи право в Пловдив (2004), в Канада учи история в университета „Конкордия“, Монреал (2012). От 2011 г. в Лондон, Англия започва да развива социални начинания, сред които са обществен център, библиотека, помощ на бездомни и развитие на местната общност. През 2019 г. в България основава фондация „Арт Ангел“, работеща в сферата на правосъдието и бореща се с трафика на хора, домашното насилие и дискриминацията.
През 2022 г. създава съвместно с други активисти форума за граждански дискусии „Аз Обичам България“. Целта на обществената платформа е да създаде диалог между гражданите и институциите. През 2023 година в Лондон Илиян Кузманов, съвместно с английското НПО AFCD London и доброволци, създава аналитична платформа, целяща да се бори с дезинформацията.
През 2024 година Агенцията за българите в чужбина към Външното министерство на България отличава филма, продуциран и по сценарий на живеещия във Великобритания Илиян Кузманов „Пилигрим в Тайланд“ с наградата за документален филм на международния кино фестивал Славянска Приказка. В основата на документалната лентата е идеята за устойчив туризъм. Председател на журито на фестивала е Иван Тонев - продуцент и кинорежисьор (България), а почетен председател на международното жури е проф. Ю. Сяоган - президент на Китайската академия за кино и тв сериали. 